# Андреоли, Гульельмо (старший)

Гульельмо Андреоли (старший) (итал. Guglielmo Andreoli; 22 апреля 1835, Мирандола — 13 марта 1860, Ницца) — итальянский пианист. Брат Карло Андреоли и Гульельмо Андреоли-младшего.
Получил первые уроки игры на фортепиано и органе у своего отца Эванджелисты Андреоли (1810—1875), дебютировал на сцене городского театра в девятилетнем возрасте. В 1847—1853 гг. учился в Миланской консерватории у Антонио Анджелери. В 1856—1859 гг. работал, главным образом, в Лондоне, выступал, в частности, с оркестром Луи Антуана Жюльена. Широко гастролировал также во Франции, Австрии, Бельгии, преимущественно с салонными виртуозными сочинениями, особенно принадлежавшими Адольфо Фумагалли, с которым он был дружен, а также с собственными фантазиями и транскрипциями этого рода.
Имя братьев Андреоли носит музыкальная школа в их родном городе Мирандоле.